# Jake Pugh
Jake Pugh (ur. 20 października 1960 w Pembury) – brytyjski konsultant i polityk, deputowany do Parlamentu Europejskiego IX kadencji.

## Życiorys
Był profesjonalnym zawodnikiem krykieta. Studiował ekonomię i nauki polityczne. Zawodowo związany z sektorem prywatnym jako konsultant biznesowy. W 2019 zaangażował się w działalność polityczną w ramach Brexit Party. W wyborach w tym samym roku z listy tego ugrupowania uzyskał mandat posła do Parlamentu Europejskiego IX kadencji.